# Claire Coetzee
Pour les articles homonymes, voir Coetzee.
Claire Coetzee, née le 20 juillet 1983, est une trampoliniste sud-africaine et néo-zélandaise.

## Carrière
Claire Coetzee est médaillée d'or en trampoline individuel aux Championnats d'Afrique 2002 à Alger.
Sous les couleurs de l'Afrique du Sud, elle dispute également les Championnats du monde de trampoline 1996, les Championnats du monde de trampoline 1998 et les Championnats du monde de trampoline 1999.
Sous les couleurs de la Nouvelle-Zélande, elle dispute les Championnats du monde de trampoline 2011.
Elle se distingue au niveau national en 2009 en remportant quatre titres de championne de Nouvelle-Zélande (trampoline, double mini trampoline, synchronisé et classement général).